# HD20283
GSC2852-2127 є подвійною зорею, що знаходиться  у сузір'ї Персей.
Ця подвійна система має видиму зоряну величину в смузі V приблизно 6,8.
Вона розташована на відстані близько 704,4 світлових років від Сонця.

## Подвійна зоря
Головна зоря цієї системи належить до хімічно пекулярних зір й має спектральний клас B9.
В той же час спектральний клас іншої компоненти залишається  ще не визначеним.

## Фізичні характеристики
Зоря HD20283 обертається 
дуже швидко 
навколо своєї осі. Проєкція її екваторіальної швидкості на промінь зору становить  Vsin(i)=233км/сек.

## Магнітне поле
Спектр даної зорі вказує на наявність магнітного поля у її зоряній атмосфері.
Напруженість повздовжної компоненти поля оціненої з аналізу
наявних ліній металів
становить 2324,0±2428,0 Гаус.